# Joseph-von-Fraunhofer-Gymnasium Cham
Das Joseph-von-Fraunhofer-Gymnasium (kurz: JvFG) ist eines von zwei Gymnasien in Cham. Namensgeber ist der Physiker Joseph von Fraunhofer. Im Schuljahr 2023/2024 umfasste das Gymnasium 944 Schüler (verteilt auf die Jahrgangsstufen 5–12) und 73 hauptamtliche Lehrkräfte.

## Geschichte

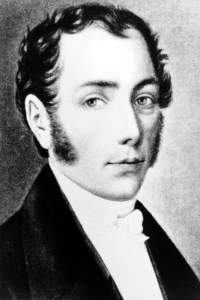
Joseph von Fraunhofer (1787–1826) – der Namensgeber der Schule

Die Gründung der Schule erfolgte am 23. April 1923. Als Schulgebäude für die 187 Schüler, darunter 25 Schülerinnen, diente die ehemalige Präparandenschule.
Im Juni 1926 erfolgte der Bau eines neuen Schulgebäudes etwas oberhalb der Stadt am nach Nikolaus von Luckner benannten Lucknerfeld, um die eklatante Raumnot zu beseitigen. Kurz vor dem Einzug im Schuljahr 1927/28 wurden 473 Schüler in neun verschiedenen Gebäuden unterrichtet. Die Erweiterung zu einem sechsklassigen Progymnasium, das heute einer humanistischen Realschule entspricht, wurde 1930 durchgeführt. 1937 erfolgte der Um- und Ausbau zu einem vollen Progymnasium und einer Oberrealschule für Jungen durch eine Verfügung des Unterrichtsministeriums. 1939 konnten schließlich die ersten Chamer Abiturienten verabschiedet werden.
1942 wurde die damalige Oberrealschule ein Deutsches Schulheim. Nach dem Krieg wurde das Gebäude als US-amerikanische Kaserne genutzt. Erst ab Oktober 1946 fand wieder Unterricht in der Schule statt, die ab nun „Oberrealschule mit Gymnasium Cham“ hieß und in der etwa 870 Schüler unterrichtet wurden.
In den Jahren 1954 bis 1956 erfolgte für die mittlerweile über 1100 Schüler eine erste Erweiterung des Gebäudes. Im Schuljahr 1967/68 war sie mit ungefähr 1300 Schülern die zweitgrößte staatliche Schule Bayerns. Dies führte im Folgejahr zu einer Schulteilung. Es entstanden das neue Robert-Schuman-Gymnasium und das jetzige Joseph-von-Fraunhofer-Gymnasium. Ab 1970 wurde eine Dreifachturnhalle, eine Pausenhalle und ein Hausmeisterwohnhaus errichtet. Im Anschluss daran wurde der Altbau grundlegend saniert und deutlich erweitert. Dies fand im Jahr 1974 mit der Einweihung der neu errichteten Sternwarte seinen vorläufigen Abschluss. Um dem gestiegenen Schüleraufkommen gerecht zu werden, wurde seit 1994 die Schule in mehreren Etappen erweitert und modernisiert. Nach dem Neubau eines Naturwissenschaftstrakts mit den Bereichen Physik, Chemie und Biologie und der folgenden Generalsanierung des Altbaus wurden am 30. November 2007 die neugebaute Pausenhalle und die darunterliegende Mensa eingeweiht. 2008/2009 folgte die Generalsanierung der Dreifachturnhalle, im April 2010 wurde eine neue Kletterhalle fertiggestellt. Im Jahr 2013 wurde die Schule in das nationale Exzellenz-Netzwerk MINT-EC aufgenommen. Das Kultusministerium wählte die Schule zu einer von sechs deutsch-tschechischen bilingualen Schulen, welche im Schuljahr 2025/26 starten sollen.

## Schulleiter
Die bisherigen Schulleiter waren: 
- Hans Betz (1923–1926)
- Eduard Bleifuß (1926–1936)
- Adolf Böck (1936–1937)
- Georg Raum (1937–1945)
- Hans Muggenthaler (1945–1952)
- Innozenz Riepl (1952–1961)
- Johann Bauer (1961–1969)
- Clement Utz (1969–1985)
- Klaus Drauschke (1985–2004)
- Rudolph Reinhardt (2004–2011)
- Hubert Balk (2011–2019)
- Uwe Mißlinger (seit 2019)

## Schulprofil
Die Schule ist ein naturwissenschaftlich-technologisches und sprachliches Gymnasium mit grundständigem Englisch.
- Englisch ist Pflichtfach ab der fünften Klasse und ist Abiturfach.
- Französisch ist im naturwissenschaftlich-technologischen Zweig ab der sechsten Klasse Wahlpflichtfach oder im neusprachlichen Zweig ab der achten Klasse die dritte Fremdsprache.
- Latein ist in der sechsten Jahrgangsstufe neben Französisch das zweite Wahlpflichtfach.
- Die zweite Fremdsprache kann in der zehnten Jahrgangsstufe von den Schülern durch Spanisch ersetzt werden.
- Seit 2021 wird darüber hinaus Tschechisch angeboten.[3]
- Informatik wird in der sechsten und siebten Jahrgangsstufe im Rahmen des Faches „Natur und Technik“, und im naturwissenschaftlich-technologischen Zweig in der neunten und zehnten Klasse als eigenständiges Fach unterrichtet.
- Physik und Chemie bilden ab der achten Jahrgangsstufe den Schwerpunkt im naturwissenschaftlich-technologischen Zweig.

Wahlfächer und Arbeitsgemeinschaften
Teilweise ehrenamtlich wird eine Vielzahl von Kursen und Unterrichtsfächern angeboten. Unter anderem können von den Schülern folgende Fächer, Kurse oder Arbeitsgruppen belegt werden:
CNC-Fräsen, Mikrocontroller, Chor, DELF-Vorbereitung, Experimentieren/Erfinden (teilweise als Treffen des SIGNO-Erfinderclubs), Fotografie, Informatik, Instrumentalmusik, Konversation, Lego Mindstorms, Orchester, Pluskurs Mathematik, Stützpunkt Training, Textverarbeitung, Werken, Comenius-Projekt, Digitales Lernen, Bewegungskünste, Erste-Hilfe-Kurs, Schulsanitätsdienst, Facharbeitspraktikum, Musikstudium, Schülerzeitung, Darstellendes Spiel, Schauspiel – kreativer Ausdruck – authentisches Sein, Inline-Skating, Sportklettern, Parcours, Netzgänger-Projekt uvm.
Leistungen
- Die Schülerzeitung Spektrum, deren Anfang bis ins Jahr 1958 zurückgeht, zählt zu den erfolgreichsten Schülerzeitungen in Bayern. Unter anderem erhielten die Redakteure seit 1980 im Wettbewerb für Schülerzeitungen, den das Bayerische Staatsministerium für Unterricht und Kultus ausrichtet, 22-mal auf Bezirksebene (Oberpfalz) den 1. Preis, auf Landesebene(Bayern) 3-mal den 1. Preis und 4-mal den 2. Preis. Im März 2004 konnten sie in einem deutschlandweiten Wettbewerb, der vom Magazin Der Spiegel organisiert wurde und an dem 1300 Schülerzeitungen teilnahmen, in der Kategorie „Heftinhalt“ einen fünften Platz verbuchen.
- Das Joseph-von-Fraunhofer-Gymnasium ist die bayernweit erfolgreichste Schule in der Rhythmischen Sportgymnastik. Die Schülerinnen errangen im Schuljahr 2007/2008 zum neunten Mal in Folge den Landessieg.
- Im sportlichen Bereich erreichte die Volleyballmannschaft nahezu jährlich das Finale um die Landesmeisterschaft.
- Zwei von 34 Schülern Bayerns aus dem Joseph-von-Fraunhofer-Gymnasium errangen in der ersten Runde beim Bundeswettbewerb Mathematik jeweils einen ersten Preis.
- Bei Jugend forscht sind im Rahmen des SIGNO-Erfinderclubs viele Preise erreicht worden.
- Im Rahmen des SIGNO-Erfinderclubs stellen die Jungerfinder unter Förderung von SIGNO seit mehreren Jahren auf der iENA (der weltgrößten Erfindermesse in Nürnberg) ihre Projekte aus und erreichten auch dort schon viele Auszeichnungen.
- Die Schule wurde 2009 zur Forscherschule 2009 in Bayern gewählt.

## Partnerschaften und Schüleraustauschprojekte
Das Joseph-von-Fraunhofer-Gymnasium bietet seinen Schülern mehrere Möglichkeiten zum Schüleraustausch:
- Mit dem Luděk-Pik-Gymnasium in Pilsen/Tschechien besteht eine langjährige Schulpartnerschaft. Delegationen beider Schulen besuchen sich regelmäßig.
- Seit 1991 gibt es einen Schüleraustausch zwischen dem Joseph-von-Fraunhofer-Gymnasium und der Port Washington High School in Port Washington, Wisconsin, in den Vereinigten Staaten.
- Es findet seit 1985 ein regelmäßiger Schüleraustausch mit der Partnerschule Collège Saint Joseph in Libourne, Frankreich, statt. Zusätzlich wird ein weiteres Schüleraustauschprojekt mit dem Collège Camille Saint-Saëns in der Stadt Chaumont in der Champagne angeboten.
- Im Schuljahr 2004/2005 fand erstmals ein Schüleraustausch mit dem Gymnasium IES A Nosa Sra. dos Ollos Grandes in Lugo/Galicien, Spanien, statt.
- Die Schule unterhält eine Partnerschaft mit dem Collège Saint Albert in Atakpamé, Togo, für dessen Unterstützung am Joseph-von-Fraunhofer-Gymnasium Spendenaktionen stattfinden.
- Ein früher Kontakt aus den siebziger Jahren mit einer englischen Schule nördlich von London konnte sich nicht dauerhaft etablieren. Durch eine Schülerin konnte 2005 eine Verbindung mit der Queen Elizabeth's High School, einer Grammar School in Gainsborough/Nordengland hergestellt werden. Seitdem wurden bereits mehrere gegenseitige Besuche absolviert.[4]

## Besonderheiten
Sternwarte
Um den durch den Namenspatron gegebenen Anspruch gerecht zu werden, weihte das Gymnasium im Jahr 1974 eine Sternwarte ein, die aktuell mit dem lichtstarken Carl-Zeiss-APQ-Triplet-Apochromat Refraktor mit einem 150-mm-Objektiv und einer Brennweite von 1200 mm ausgestattet ist. Er besitzt drei Linsen für eine ideale Farbreinheit. Durch eine angeschlossene Videokamera können Bilder direkt im angrenzenden Musikpavillon auf eine Leinwand übertragen werden. In nächster Zeit soll ein hochauflösender Gitterspektralapparat die Sammlung ergänzen.
Die Sternwarte wird von Lehrern betreut und ist der Öffentlichkeit regelmäßig zugänglich. Zudem steht die Warte bei astronomischen Ereignissen wie Mondfinsternis, Sonnenfinsternis oder Planetendurchgängen durch die Sonne der Öffentlichkeit zusätzlich offen.
Einsteinlabor
Am 29. Januar 2008 wurde das neue Einstein-Labor in den Räumen des Gymnasiums eingeweiht. Es steht allen Schülern des Landkreises Cham offen. Entwickelt wurde es von Hans Ruder, Professor der theoretischen Astrophysik an der Universität Tübingen, und zeigt anschaulich Experimente und Simulationen rund um die einsteinsche Relativitätstheorie. Ergänzt wird dieses Labor durch eine mobile Einheit, dem „Einsteinmobil“, die zu den anderen Gymnasien im Landkreis aufbricht.
Stützpunktschule
Im Bereich Rhythmische Sportgymnastik und Fußball ist das Joseph-von-Fraunhofer-Gymnasium Stützpunktschule. Diese Bereiche werden zum normalen Sportunterricht zusätzlich gefördert und ermöglichen es Schülern, in diesem Bereich intensiver zu trainieren. Damit wird die erfolgreiche Teilnahme an Sportwettkämpfen ermöglicht.
Schule als Filmdrehort
Für den 1959 in Cham gedrehten Oscar-nominierten Antikriegsfilm Die Brücke von Bernd Wicki wurden auf dem Gelände des Gymnasiums die Szenen, die in und vor der deutschen Kaserne spielen, während des regulären Unterrichts gedreht.
Kletterhalle mit Boulderraum
Zusammen mit der Sanierung der Dreifachturnhalle wurde auch eine Kletterhalle mit Boulderraum gebaut. Beide Räumlichkeiten werden von der Schule für Kurse wie Klettern oder durch die Ganztagesbetreuung genutzt.
Sonstiges
Das Joseph-von-Fraunhofer-Gymnasium erfüllt die Kriterien, um DELF-Prüfungen abzunehmen.

## Bekannte ehemalige Schüler
- Hermann Höcherl (1912–1989), Politiker (CSU), Bundesminister
- Max Fischer (1927–2015), Politiker (CSU), Landrat, Landtagsabgeordneter und Minister
- Edgar Schiedermeier (* 1936), Politiker (CSU), MdEP
- Herbert Achternbusch (1938–2022), Schriftsteller, Filmregisseur und Maler
- Eduard Lintner (* 1944), Politiker (CSU), ehemaliger Staatssekretär
- Hans-Jürgen Buchner (* 1944), Musiker, bekannt durch Haindling
- Hans-Michael Körner (* 1947), Historiker
- Theo Zellner (* 1949), Politiker (CSU), ehemaliger Landrat
- Toni Lauerer (* 1959), Kabarettist
- Daniel Stieglitz (* 1980), Filmemacher
- Sebastian Roloff (* 1983), Politiker (SPD), MdB